# Factor de fricción de Fanning
El factor de fricción de Fanning, llamado así por ser John Thomas Fanning el primero que lo desarrolló y propuso, es una magnitud adimensional utilizada como parámetro local en los cálculos de la mecánica del continuum. Se define como la relación entre la  tensión de cizallamiento local y la densidad de energía cinética del flujo local:
{\displaystyle f={\frac {\tau }{\rho {\frac {u^{2}}{2}}}}}
donde:
- {\displaystyle f} es el factor de fricción de Fanning local (adimensional)
- {\displaystyle \tau } es la tensión de corte local (unidades en {\displaystyle {\frac {lb_{m}}{ft\cdot s^{2}}}} o {\displaystyle {\frac {kg}{m\cdot s^{2}}}} o Pa)
- {\displaystyle u} es la velocidad de flujo  (unidad en {\displaystyle {\frac {ft}{s}}} o {\displaystyle {\frac {m}{s}}})
- {\displaystyle \rho } es la densidad del fluido (unidad en {\displaystyle {\frac {lb_{m}}{ft^{3}}}} o {\displaystyle {\frac {kg}{m^{3}}}})

En particular, la tensión de cizallamiento en la pared puede, a su vez, estar relacionada con la pérdida de presión multiplicando la tensión de cizallamiento de la pared por el área de la pared, {\displaystyle 2\pi RL} para un tubo con sección transversal circular, y dividido por el área de flujo de la sección transversal, {\displaystyle \pi R^{2}}, para un tubo con sección transversal circular. Así
{\displaystyle \Delta P=f{\frac {L}{R}}\rho u^{2}}

## Fórmula del factor de fricción de Fanning
Este factor de fricción es una cuarta parte del factor de fricción de Darcy, por lo que se debe prestar atención a anotar cuál de estos factores está incluido en la tabla o ecuación de factor de fricción consultada.  De los dos, el «factor de fricción de Fanning» es el más utilizado por los ingenieros químicos y los que siguen la convención británica.
Las siguientes fórmulas pueden utilizarse para obtener el «factor de fricción de Fanning» para aplicaciones comunes.
El factor de fricción de Darcy también puede expresarse como:
{\displaystyle f_{D}={\frac {8{\bar {\tau }}}{\rho {\bar {u}}^{2}}}}
donde:
- {\displaystyle \tau } es el esfuerzo cortante en la pared,
- {\displaystyle \rho } es la densidad del fluido,
- {\displaystyle {\bar {u}}} es la velocidad media del flujo en la sección transversal del conducto.

### Flujo laminar en tubo de sección circular
Como se ve en la tabla, es evidente que el factor de fricción nunca es cero, incluso para tubos aparentemente lisos debido a alguna rugosidad a nivel microscópico.
El factor de fricción para el flujo laminar de un fluido newtoniano en tubos de sección circular a menudo se toma como tal:
{\displaystyle f={\frac {16}{Re}}}
donde Re es el número de Reynolds del flujo.
Para un canal de sección cuadrada el valor utilizado es:
{\displaystyle f={\frac {14.227}{Re}}}

### Para flujo turbulento en un tubo de sección circular

#### Tubería hidráulicamente lisa
Blasius desarrolló una expresión del factor de fricción en 1913 para el flujo en el régimen {\displaystyle 2100<Re<10^{5}}. 
{\displaystyle f={\frac {0.0791}{Re^{0.25}}}}
Koo introdujo otra fórmula explícita en 1933 para un flujo turbulento en la región de {\displaystyle 10^{4}<Re<10^{7}}
{\displaystyle f=0.0014+{\frac {0.125}{Re^{0.32}}}}

#### Tubería hidráulicamente rugosa
Cuando las tuberías tienen cierta rugosidad {\displaystyle {\frac {\epsilon }{D}}<0.05}, este factor debe tenerse en cuenta al calcular el factor de fricción de Fanning. La relación entre la rugosidad de la tubería y el factor de fricción de Fanning fue desarrollada por Haaland en 1983, bajo condiciones de flujo de {\displaystyle 4\centerdot 10^{4}<Re<10^{7}}
{\displaystyle {\frac {1}{\sqrt {f}}}=-3.6\log _{10}\left[{\frac {6.9}{Re}}+\left({\frac {\epsilon /D}{3.7}}\right)^{10/9}\right]}
donde
- {\displaystyle \epsilon } es la rugosidad de la superficie interna del tubo (dimensión de longitud)
- D es el diámetro interior de la tubería;

#### Conductos completamente ásperos
A medida que la rugosidad se extiende hacia el núcleo turbulento, el factor de fricción de Fanning se vuelve independiente de la viscosidad del fluido para altos números de Reynolds, como lo ilustran Nikuradse y Reichert (1943) para el flujo en la región de {\displaystyle Re>10^{4};{\frac {k}{D}}>0.01}. La siguiente ecuación ha sido modificada del formato original que fue desarrollado para el factor de fricción de Darcy por un factor de {\displaystyle {\frac {1}{4}}}.
{\displaystyle {\frac {1}{\sqrt {f}}}=2.28-4.0\log _{10}\left({\frac {k}{D}}\right)}

#### Expresión general
Para un régimen de flujo turbulento, la relación entre el factor de fricción de Fanning y el número de Reynolds es más compleja y se rige por la ecuación de Colebrook que está implícita en {\displaystyle f}:
{\displaystyle {1 \over {\sqrt {\mathit {f}}}}=-2.0\log _{10}\left({\frac {\frac {\epsilon }{d}}{3.7}}+{\frac {2.51}{Re{\sqrt {\mathit {f}}}}}\right),{\text{flujo turbulento}}}
Se han desarrollado varios aproximaciones explícitas del factor de fricción de Darcy relacionado con el flujo turbulento.
Stuart W. Churchill ha desarrollado una fórmula que cubre el factor de fricción tanto para el flujo laminar como para el turbulento. Esto fue producido originalmente para describir el Diagrama de Moody, que traza el factor de fricción Darcy-Weisbach en función del número de Reynolds. La ecuación de Darcy-Weisbach {\displaystyle f_{D}} también llamada factor de fricción Moody, es 4 veces el factor de fricción de Fanning {\displaystyle f}  y por lo tanto un factor de {\displaystyle {\frac {1}{4}}} se ha aplicado para producir la fórmula que se indica a continuación:
- Re, número de Reynolds (adimensional),
- ε, rugosidad de la superficie interna del tubo (dimensión de la longitud),
- D, diámetro interior de la tubería;

{\displaystyle f=2\left(\left({\frac {8}{Re}}\right)^{12}+\left(A+B\right)^{-1.5}\right)^{\frac {1}{12}}}
{\displaystyle A=\left(2.457\ln \left(\left(\left({\frac {7}{Re}}\right)^{0.9}+0.27{\frac {\epsilon }{D}}\right)^{-1}\right)\right)^{16}}
{\displaystyle B=\left({\frac {37530}{Re}}\right)^{16}}

#### Flujos en conductos no circulares
Debido a la geometría de los conductos no circulares, el factor de fricción de Fanning puede estimarse a partir de las expresiones algebraicas anteriores utilizando el radio hidráulico {\displaystyle R_{H}} cuando se calcula el número de Reynolds {\displaystyle Re_{H}}

## Aplicaciones
El cabezal hidráulico puede relacionarse con la pérdida de presión debida a la fricción dividiendo la pérdida de presión por el producto de la aceleración debida a la gravedad y a la densidad del fluido. En consecuencia, la relación entre la carga de fricción y el factor de fricción de Fanning es:
{\displaystyle \Delta h=f{\frac {u^{2}L}{gR}}=2f{\frac {u^{2}L}{gD}}}
donde:
- {\displaystyle \Delta h} es la pérdida por fricción (en cabeza) de la tubería.
- {\displaystyle f} es el factor de fricción de Fanning del tubo.
- {\displaystyle u} es la velocidad de flujo en la tubería.
- {\displaystyle L} es la longitud del tubo.
- {\displaystyle g} es la aceleración local de la gravedad.
- {\displaystyle D} es el diámetro del tubo.